# 카웨스카르인

칠레 원주민 지도

카웨스카르(Kawésqar) 또는 알라칼루프(Alacaluf)는 칠레령 파타고니아에 거주하는 선주 민족으로, 특히 마젤란 해협과 페나스만 사이의 지역에서 브런즈윅반도, 웰링턴섬, 산타이네스섬, 데솔라시온섬의 원주민이다. 이들의 언어는 카웨스카르어라고 하며 모어 화자가 몇 명만 남아있어 사멸 직전이다. 식민시대에 Caucahue라고 기록된 카누를 타고 다니는 원주민 집단의 정체가 고대 카웨스카르 또는 카웨스카르와 연관된 민족이라는 추측이 있다.

## 같이 보기
- 야간족
- 빌라 푸에르토 에덴